# Muraena retifera
Muraena retifera es una especie de pez de la familia de las morenas.

## Morfología
Los machos pueden llegar a alcanzar los 60 cm de longitud total.

## Distribución geográfica
Se encuentra desde Nueva Inglaterra hasta Florida, el Golfo de México, Yucatán y Venezuela.